# Giuda (tribù)

Simbolo della tribù di Giuda

Giuda è una delle dodici tribù di Israele, tra le più importanti e popolose. Prende il nome da Giuda, quarto figlio di Giacobbe, uno dei Padri dell'Ebraismo ed eroe eponimo del popolo di Israele. Il colore principale rappresentante della tribù di Giuda è soprattutto l'azzurro.

## La tribù di Giuda
Ha sempre avuto un ruolo di preminenza rispetto alle altre. Prima dell'anno 1000 a.C. le tribù di Israele avevano un tipo di governo democratico, a struttura tribale, ed erano unite dalla fedeltà in YHWH, loro unico Dio. Ma, come racconta la Bibbia, questo non bastava alle genti che chiesero al profeta Samuele un re che li unisse sotto una sola corona e li governasse.
Dopo numerosi rifiuti Samuele non poté più negarsi e unse Re Saul, della tribù di Beniamino, come il Signore gli indicò. Ma Saul peccò al cospetto di Dio e Dio lo rifiutò scegliendo al suo posto un fanciullo, Davide del casato di Iesse, della tribù di Giuda.
Così Davide divenne re e la sua casa governò fino alla caduta del Tempio (586 a.C.) ad opera dei babilonesi.
Giuda fu una tribù potente ma anche prosperosa: occupava quasi tutta la parte meridionale del Regno di Israele insieme con le tribù più piccole di Beniamino e Simeone, mentre alle altre tribù in toto competeva un territorio simile per estensione. Solo con Davide e suo figlio, il Re Salomone, le dodici tribù riuscirono a stare unite ma, alla morte di quest'ultimo, le tensioni tra la parte settentrionale e quella meridionale, dominata da Giuda, crebbero a tal punto da condurre, intorno al 930 a.C., alla secessione: le tribù del Nord si divisero dal Regno del Sud e installarono propri re. Il Regno del Nord, che continuò a chiamarsi Regno di Israele, venne distrutto dagli assiri nel 722 a.C. mentre Giuda persistette fino al 586.
Questa distruzione non fece che accompagnare la dissoluzione della fede in JHWH quale unico Dio, perpetrata dalle tribù del nord che ormai vivevano un culto sincretico con le religioni cananee secondo la bibbia. Solo Giuda rimase erede della fede monoteistica, tanto che da quel momento i termini ebraismo e giudaismo vengono utilizzati come sinonimi.
Tuttavia, i samaritani sostengono di discernere direttamente dalle tribù del nord e praticano una religione strettamente monoteista, assai simile all'ebraismo.

## Re di Giuda
Secondo la tradizione biblica il regno di Giuda ebbe sorte migliore del Regno di Israele: si contaminò in minor misura con i culti pagani cananei, egiziani o mesopotamici e conobbe una maggior stabilità politica dovuta alla coesione intorno alla religione ed al tempio costruito da Salomone.
A differenza di Israele, Giuda ebbe come re solo persone appartenenti al casato di Davide, fino alla deportazione a Babilonia avvenuta nel 586. Anche il ritorno dall'esilio nel 530 a.C. si racconta essere avvenuto per opera di rampolli della casa di David.
Coi Maccabei, nel II secolo a.C., la casa di David perde il potere.

## Diaspora
Per diaspora si intende l'esilio, l'allontanamento forzato o ricercato dell'ebreo dalla Terra promessa. Abbiamo due date fondamentali: la prima distruzione del Tempio di Gerusalemme nel 589 a.C. e la seconda, per opera dei romani, nel 70 d.C., seconda e definitiva fino alla costituzione dello Stato di Israele nel 1948.
Gli ebrei appartenenti alle altre tribù non vengono più ricordati poiché hanno perso la fede in JHWH. Solo Giuda, Beniamino ed alcuni esponenti delle altre tribù rimasero fedeli, è il resto di Israele citato dalle Scritture.
Ebraismo e Giudaismo diventano ormai sinonimi. È solo con l'avvento del Sionismo che germoglia il sentimento del ritorno di tutte le tribù a Sion.

## Messianismo
Numerosi sono i messaggi di speranza nella Bibbia riferiti all'avvento di un Messia che possa salvare i più deboli. Come citato più sopra, il Messia nascerà in seno alla tribù di Giuda, dal casato di Davide.
Questa attesa diventa sempre più codificata nel cultuale ebraico ma non tutte le correnti religiose ebraiche hanno la stessa immagine del Messia.
Numerosi sedicenti messia (impostori o ingenui) si sono di volta in volta presentati al popolo come salvatori ed hanno anche avuto grosso seguito creando grandi speranze ma nessuno ha mai saputo creare un seguito, alla sua morte.

## Cristianesimo
Gesù Nazareno è l'unico che sia riuscito a creare una scuola duratura e di grande diffusione. Fino al 70 il Cristianesimo è considerato alla stregua di altre correnti ebraiche, sia dagli ebrei stessi sia dagli osservatori esterni. Successivamente alla distruzione del Tempio, il Cristianesimo si evolve come religione autonoma.